# John Raven
John Earle Raven (13 décembre 1914 - 5 mars 1980) est un érudit classique britannique, connu pour ses travaux sur la philosophie présocratique et un botaniste amateur.

## Jeunesse et éducation
John Raven est né le 13 décembre 1914 à Cambridge, fils de Charles E. Raven, ancien professeur de théologie à Cambridge et maître du Christ's College de Cambridge et de Margaret Wollaston. La famille de sa mère comprend des intellectuels distingués, avec entre 1723 et 1829 sept membres de la Royal Society (parmi lesquels Charlton Wollaston, Francis Wollaston (1694-1774), Francis Wollaston (1762-1823), George Wollaston et William Hyde Wollaston) ; Raven est également un descendant de la 7e génération de William Wollaston, l'écrivain philosophe. Du côté de son père, il est apparenté à Samuel Hole (en), doyen de Rochester.
Raven fait ses études à l'école St Ronan, alors située à Worthing, avant de poursuivre en septembre 1928 avec une bourse au Marlborough College, où il se distingue académiquement, remportant des prix en vers anglais, en iambes grecs, en prose grecque et latine et en vers latins, aboutissant à une bourse au Trinity College de Cambridge. Il ne s'est pas limité à l'intellectuel, jouant dans au Rugby à XV et établissant de nouveaux records scolaires en 1934 pour le saut en hauteur et le 440 yards.
Après avoir obtenu un diplôme de première classe en lettres classiques à Trinity, Raven y devient chercheur en 1946. En octobre 1948, il est élu Fellow du King's College de Cambridge.
Durant la Seconde Guerre mondiale, il est objecteur de conscience, basant sa position sur les arguments de Platon (et sans doute influencé par les vues pacifistes de son père). Il effectue un travail social non rémunéré pour Guy Clutton-Brock à Oxford House à Bethnal Green. Cela comprend la conduite d'une expérience en matière d'éducation pour les enfants de Bethnal Green évacués vers le nord du Pays de Galles, ce qui impressionne l'archevêque William Temple, qui recommande l'expérience à Rab Butler et James Chuter Ede au Conseil de l'éducation.

## Carrière universitaire
En tant qu'érudit classique, Raven s'intéresse à la philosophie antique. En 1957, il publie avec Geoffrey Kirk The Pre-Socratic philosophers, un ouvrage de référence pour les étudiants de premier cycle toujours utilisé aujourd'hui. Raven contribue aux chapitres relatifs à la tradition italienne (Pythagore de Samos, Alcméon de Crotone, le pythagorisme pré-parménidien, Parménide d'Élée, Zénon d'Élée, Mélisse de Samos, Philolaos de Crotone et Eurytus de Crotone) et sur Anaxagore et Archélaos.
En tant que tuteur principal à King's dans les années 1960, il oriente le collège vers la gauche, en disant aux écoles publiques que leurs garçons ne pouvaient plus s'attendre à « entrer comme des cygnes », comme auparavant.
Raven est le tuteur de premier cycle de Myles Burnyeat, qui devient par la suite le cinquième professeur Laurence de philosophie ancienne à l'Université de Cambridge.

## Botaniste: La fraude Heslop-Harrison
Bien que la principale occupation professionnelle de Raven ait été sa carrière universitaire, il applique une rigueur intellectuelle similaire à son intérêt amateur pour la botanique.
À partir du milieu des années 1930, John William Heslop-Harrison, professeur de botanique au Kings College de Newcastle-upon-Tyne, signale d'importantes découvertes de nouvelles plantes lors d'expéditions dans les Hébrides intérieures et extérieures. L'ampleur des découvertes suscite le scepticisme et, en 1948, Raven obtient une subvention du Trinity College pour financer un voyage à Harris et Rùm en juillet et août de la même année pour enquêter sur les affirmations de Heslop-Harrison.
Les conclusions de Raven sur deux des espèces notables sont publiées, brièvement, dans Nature. Il suggère que Carex bicolor et Polycarpon tetraphyllum sont tous deux des introductions au Rùm, mais n'a pas commenté les moyens possibles d'introduction. Son rapport complet sur l'expédition et la fraude est déposé à la bibliothèque du King's College de Cambridge le 5 mai 1960, pour lancer les recherches au microscope électronique du professeur Jack Heslop-Harrison sur la génétique végétale (ADN) et n'a été publié dans son intégralité qu'en 1999 après la mort de Heslop-Harrison, de son fils Jack Heslop-Harrison et de Raven lui-même. Dans le rapport, Raven allègue qu'à un moment donné dans les années 1940, Heslop Harrison a transporté des plantes exotiques sur l'île de Rum et les a plantées dans le sol ; il a ensuite « découvert » les plantes, a affirmé qu'elles étaient indigènes de la région et qu'il était le premier à les trouver. Le rapport de Raven au conseil du Trinity College déclare : « Dans l'intérêt non seulement de la vérité mais aussi de la réputation de la science britannique, il est essentiel de découvrir d'une manière ou d'une autre quelles plantes et quels insectes il (Heslop Harrison) a soit entièrement fabriqués, soit délibérément introduits dans les Hébrides. ».
Les intérêts classiques et botaniques de Raven sont réunis dans quatre conférences J.H. Gray données à Cambridge en 1976, publiées après sa mort sous le titre Plants and Plant Lore in Ancient Greece.

## Famille
Raven épouse Constance Faith Alethea Hugh Smith ; ils ont cinq enfants : l'écrivaine Sarah Raven (en), Anna Raven, le défenseur de l'environnement Andrew Raven (en), Hugh Raven et Jane Raven. Lors de leur mariage en 1954, John et Faith Raven achètent le manoir de Docwra à Shepreth, près de Cambridge, où ils cultivent un jardin qui est maintenant ouvert au public. Sa femme, Faith, hérite du domaine d'Ardtornish de 35 000 acres dans l'Argyllshire, en Écosse ; leur famille continue de le gérer aujourd'hui comme une entreprise commerciale.
Il est décédé le 5 mars 1980 à Shepreth près de Cambridge, à l'âge de 65 ans. Après sa mort, un groupe d'amis contribue à un recueil d'essais pour commémorer sa vie, publié en 1981 sous le titre John Raven by his Friends.

## Publications
- Pythagoreans and Eleatics: An account of the interaction between the two opposed schools during the fifth and early fourth centuries B.C, Cambridge University Press, 1948
- Mountain Flowers (avec Max Walters), Collins 1956  (ISBN 0-00-213142-0)
- The Presocratic Philosophers: A Critical History with a Selection of Texts (avec Geoffrey Kirk), Cambridge University Press, 1957
- Plato's Thought in the Making: a Study of the Development of His Metaphysics, Cambridge University Press 1965
- A Botanist's Garden, Collins 1971  (ISBN 0-00-211098-9)
- Pythagoreans and Eleatics, Ares Pub 1981  (ISBN 0-89005-367-7)
- J.E. Raven, Plants and plant lore in ancient Greece, Oxford, Leopard's Press, 2000 (ISBN 9780904920406, lire en ligne)